# Pedra Branca do Amapari
Pedra Branca do Amapari là một đô thị thuộc bang Amapá, nằm ở trung phần của Brasil. Đô thị này có diện tích 9495 km², dân số năm 2007 là 4965 người, mật độ 0,5 người/km².